# سياهو (مقاطعة بندر عباس)
سیاهو (بالفارسية: سیاهو) هي قرية تقع في إيران في قسم سياهو الريفي. يقدر عدد سكانها بـ 1015 نسمة بحسب إحصاء 2016.